# Breiðafjörður
Breiðafjörður – płytka islandzka zatoka w zachodniej części wyspy, mająca 50 km szerokości i 125 km długości. 

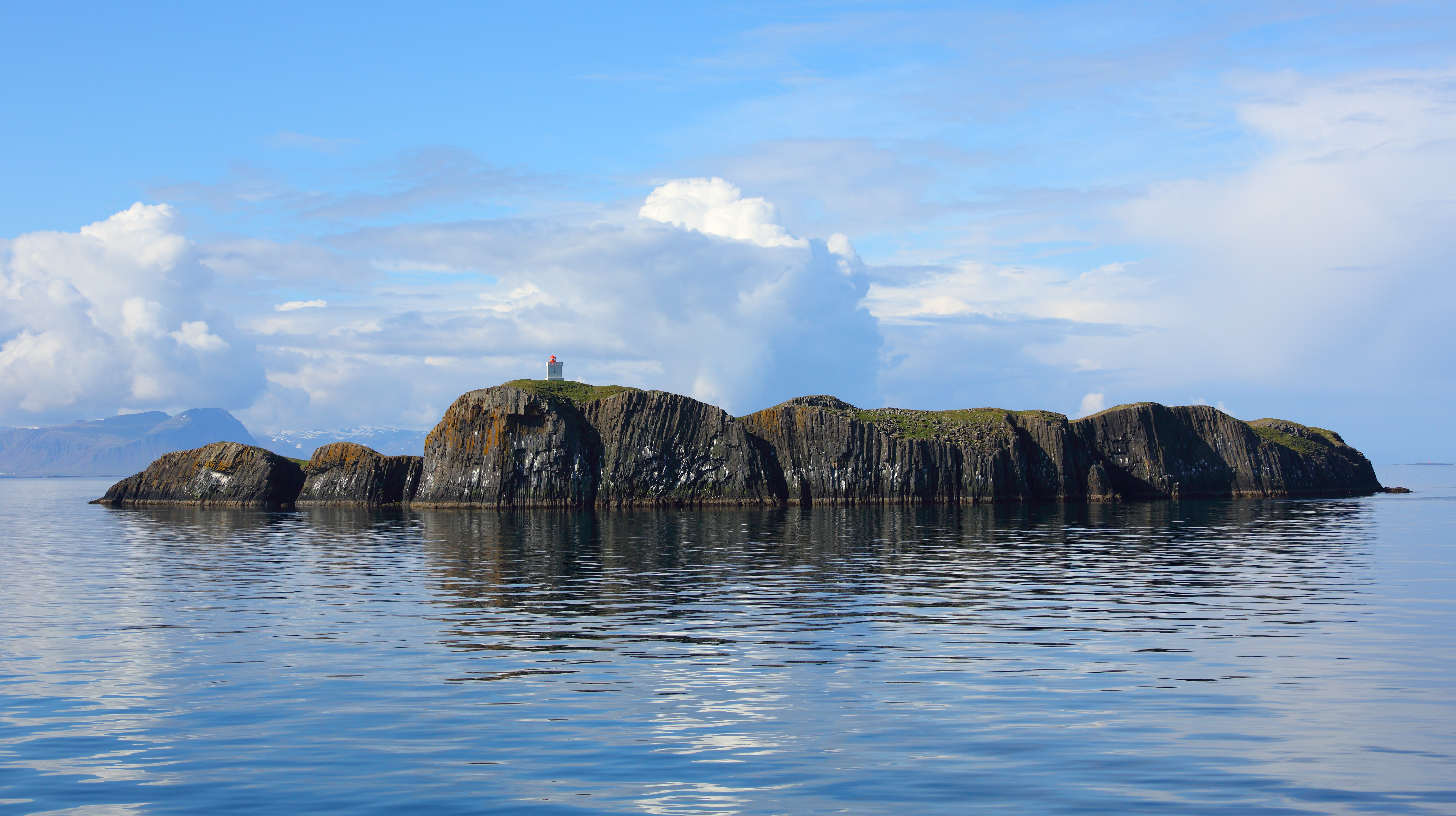
Wyspa Elliðaey w zatoce Breiðafjörður.
Druga wyspa o tej nazwie Elliðaey jest na południu Islandii

Breiðafjörður wciśnięte jest pomiędzy dwa półwyspy: Snæfellsnes i Barðastönd. 
Poziom wody jest o 1 m niższy niż w sąsiednim fiordzie Hvammsfjörður, ponieważ wejście do fiordu blokowane jest przez prawie 2 700 wysepek, uniemożliwiając wpływanie wody. Większymi wyspami na wodach zatoki są:  
- Flatey, jedyna zamieszkana wyspa w zatoce
- Skáleyjar
- Hvallátur
- Svefneyjar
- Sviðnur
- Hergilsey

Wokół zatoki są położone miejscowości: Hellissandur, Ólafsvík, Grundarfjörður, Stykkishólmur, Króksfjarðarnes, Reykhólar, Brjánslækur.
Przy północnym brzegu zatoki znajduje się rezerwat przyrody Vatnsfjörður. Na brzegach zatoki swoje kolonie lęgowe mają mewy trójpalczaste, fulmar zwyczajny, maskonury, kormorany, nurzyki i orły.